# Persikosvulst
Persikosvulst (Taphrina deformans) är en svampart som först beskrevs av Miles Joseph Berkeley, och fick sitt nu gällande namn av Louis René Tulasne 1866. Persikosvulst ingår i släktet Taphrina och familjen häxkvastsvampar.  Arten är reproducerande i Sverige. Inga underarter finns listade i Catalogue of Life.

## Källor

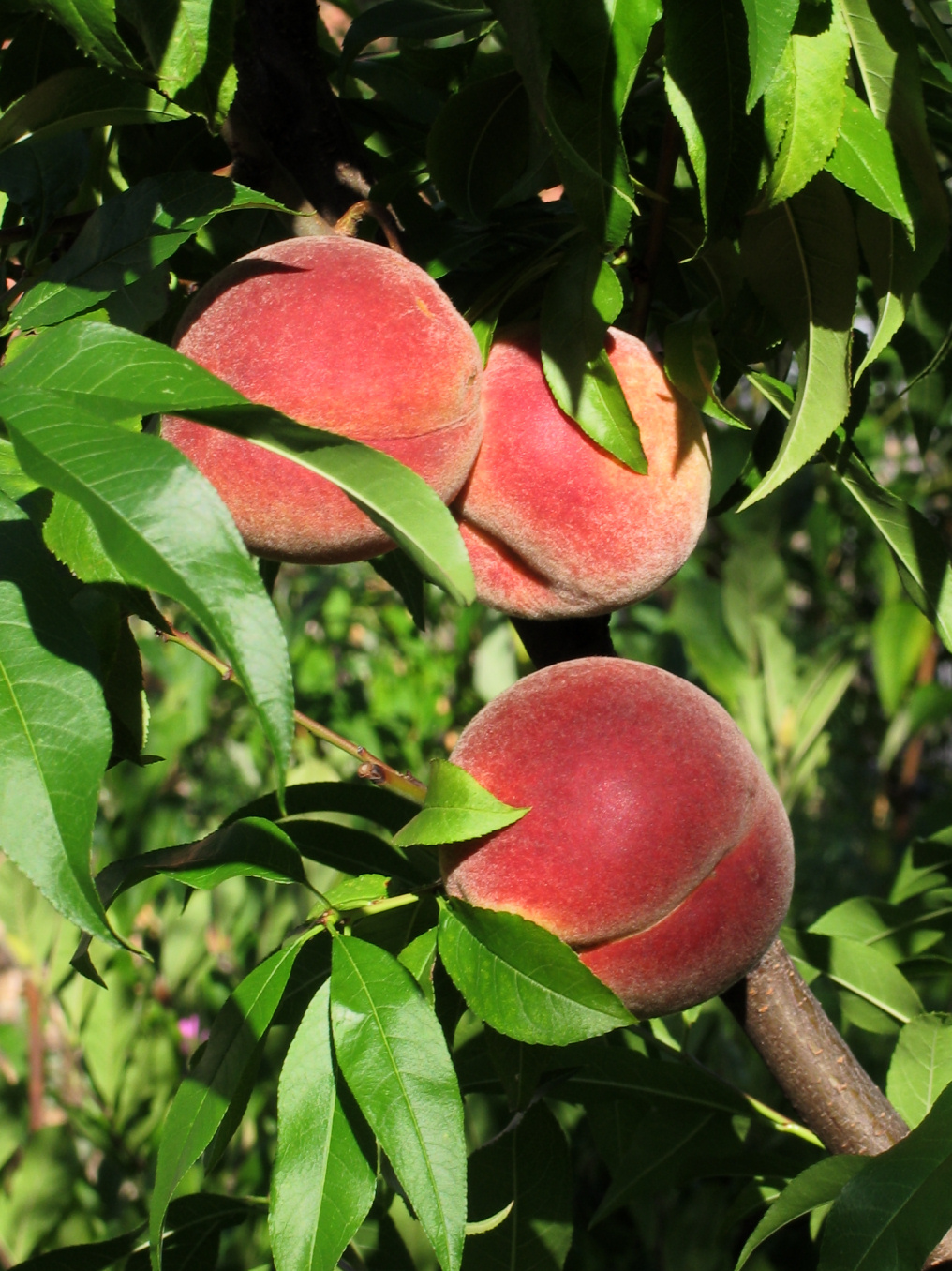